# Sedansberg
Der Wuppertaler Stadtteil Sedansberg [ˈzeːdɑˑnsbɛʁk], als Wohnquartier 55 Teil des Stadtbezirks Barmen, ist die weitgehend zu Beginn des 20. Jahrhunderts entstandene nördliche Vorstadt der alten Stadt Barmen. Die flächendeckend gut erhaltenen Beispiele städtischen Wohnungsbaus aus der Zeit zwischen 1912 und 1930 machen den Stadtteil zu einem wichtigen Beispiel öffentlicher Siedlungs-Architektur dieser Zeit in Deutschland.

## Lage

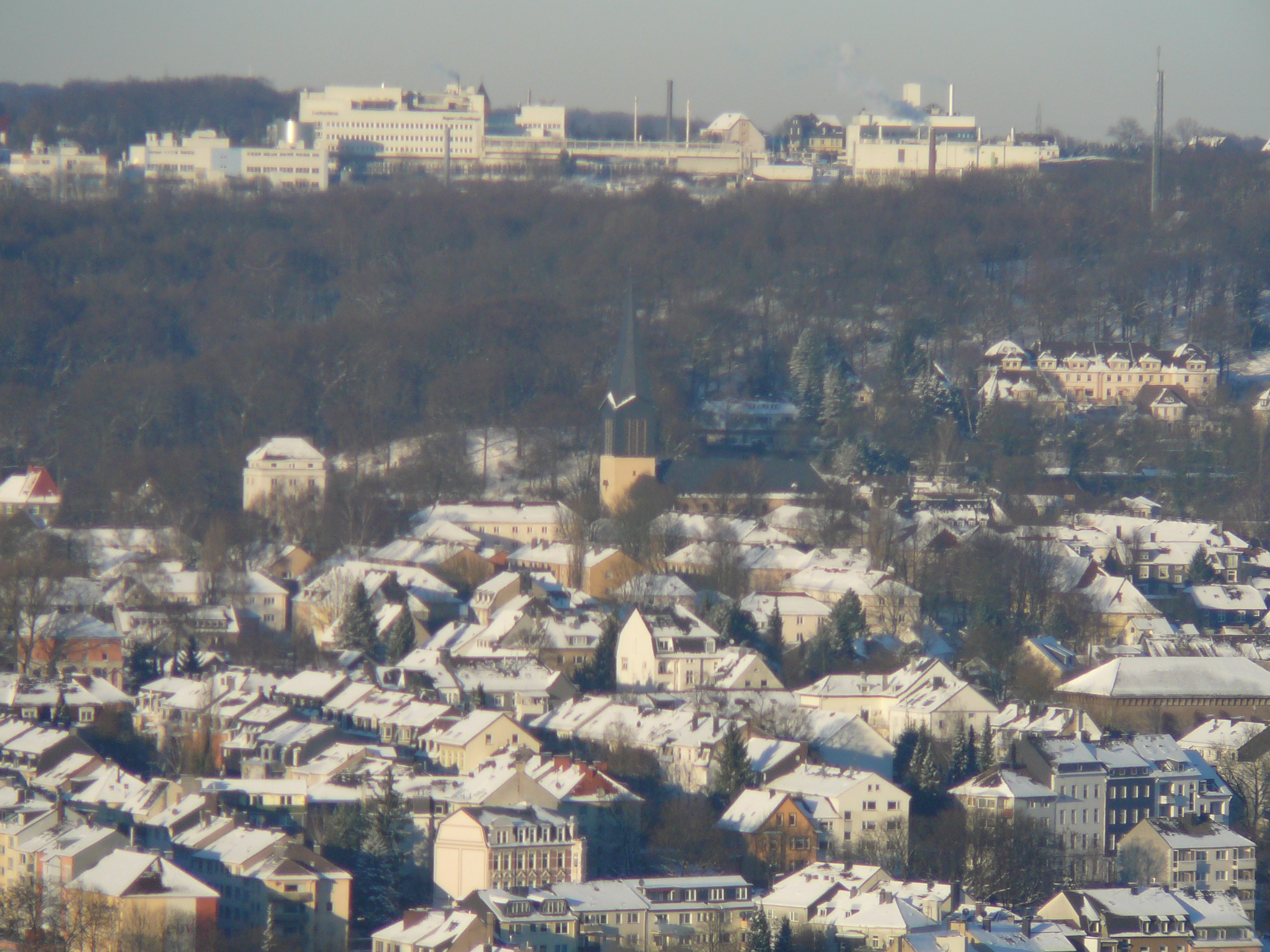
Blick auf den Sedansberg von Süden

Der Sedansberg liegt auf einem Sporn der Wuppertaler Nordhöhen, der südlich zur Wupper zeigt und sich zwischen zwei Bächen erhebt, die beide dem Barmer Mühlengraben zufließen, dem Leimbach im Westen und dem Westkotter Bach im Osten. Nördlich einer kleinen Kuppe (212 m) befindet sich eine Senke (199 m), die heute durch die Straße Klingelholl, Teil des alten Weges von Elberfeld über den Loh nach Wichlinghausen markiert wird. Dahinter steigt das Gelände zum Wuppertaler Nordpark zu den Höhenzügen der Ortslagen Riescheid und Mallack erneut an, hier werden 259 m Höhe erreicht. Dem modernen Quartier wurde außer dem eigentlichen Sedansberg auch das Gebiet westlich jenseits des Leimbachs bis zur Carnaper Straße angegliedert.
Das Quartier wird im Norden durch die A 46 vom Stadtteil Hatzfeld getrennt, im Westen bildet die Carnaper Straße die Grenze zum Unterbarmer Stadtteil Rott, südlich markiert die Trasse der Bahnstrecke Düsseldorf-Derendorf–Dortmund Süd (genannt „Wuppertaler Nordbahn“) die Grenze zur Barmer Innenstadt (dem Quartier Barmen-Mitte). Im Osten liegt jenseits der Westkotter Straße der Stadtteil Wichlinghausen im Stadtbezirk Oberbarmen.

## Name
Der Sedansberg hieß ursprünglich Wichelhausberg oder Mottenberg, letzteres eine Zusammenziehung aus am Ottenberg, ein Toponym, das auf einen hier ansässigen Otto zurückgeht. Die von Gemarke nach Norden führende Straße wurde nach der im Deutsch-Französischen Krieg stattgefundenen Schlacht bei Sedan (1870) Sedanstraße genannt, der Name ging dann allmählich auf die Anhöhe und den Stadtteil über.

## Geschichte

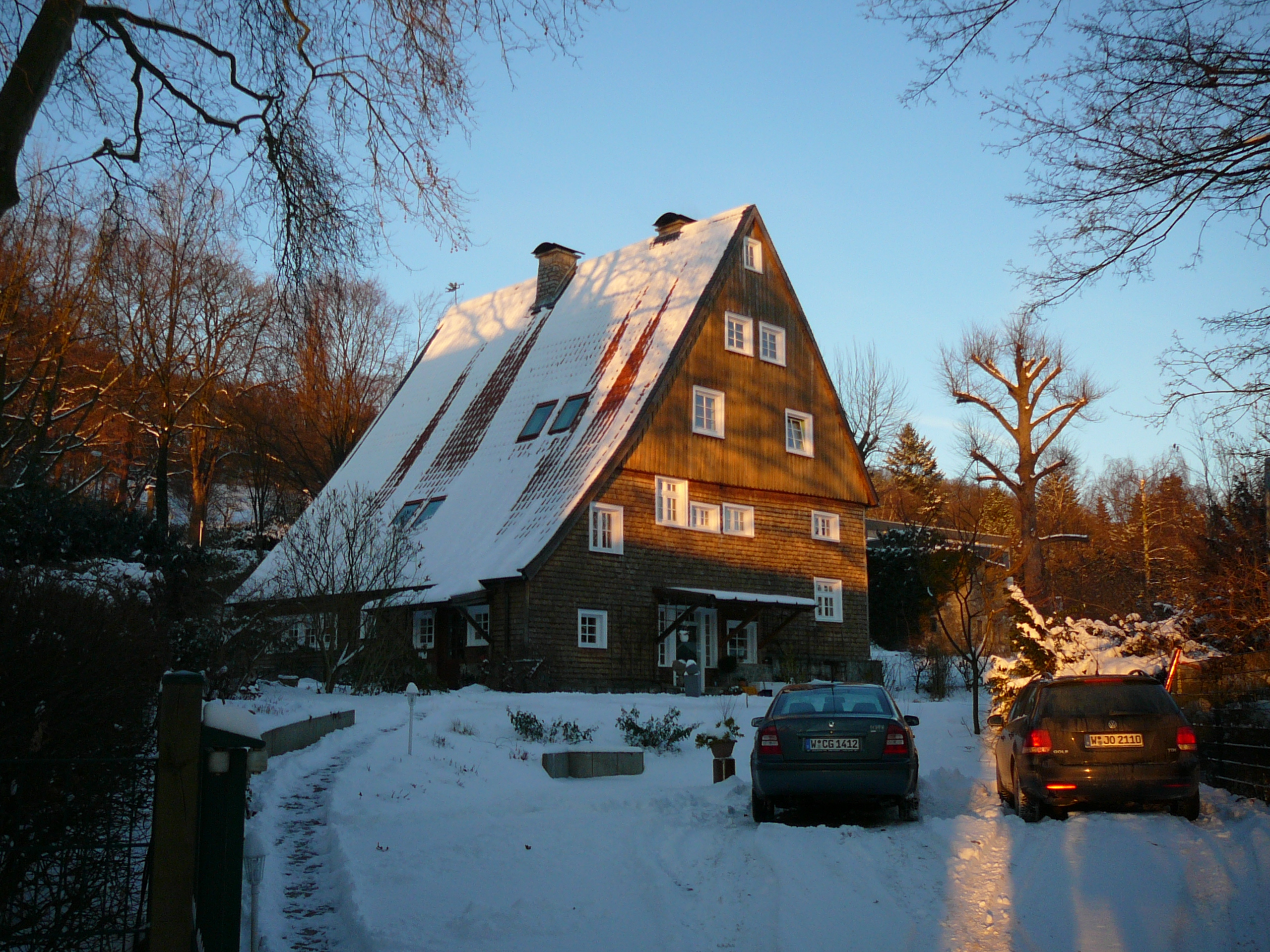
Hofeshaus Klingellholl (17. Jh.)

Vier alte Hofgüter befanden sich bereits früh an der Höhenstraße zwischen Elberfeld und Wichlinghausen: Carnap, Lembek, Klingenholt und Westkot, deren Namen sich in den Straßennamen Carnaper Straße, Leimbacher Straße bzw. An der Lehmbeck, Klingelholl und Westkotter Straße erhalten haben. Während das Leimbachtal als Siedlungszunge von Barmen-Gemarke aus bereits in der ersten Hälfte des 19. Jahrhunderts bebaut wurde, war das Gelände des Wichelhausberges durch Gärten und vereinzelte Wohnhäuser geprägt; nur langsam wuchs die Bebauung entlang der Sedanstraße in der zweiten Hälfte des Jahrhunderts.

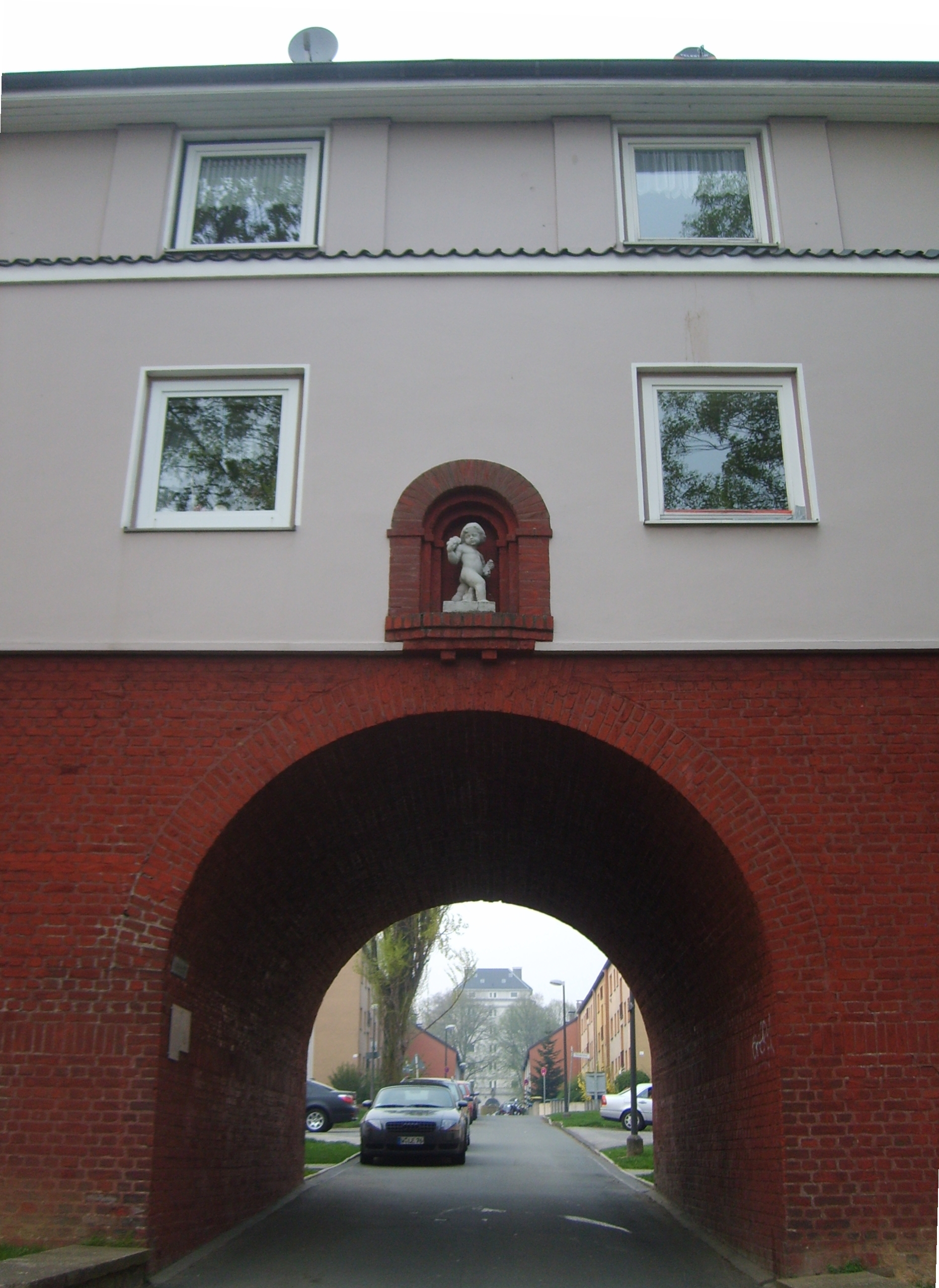
Blick auf den Wohnturm der Siedlung Sedansberg

Eine erste planmäßige Bebauung nahm die Barmer Baugesellschaft für Arbeiterwohnungen (BBA) vor: Zwischen 1872 und etwa 1890 entstand die Kolonie Wichelhausberg I mit 43 Doppelhäusern, zwischen 1896 und 1903 die Kolonie Wichelhausberg II mit 17 Doppel- und zwei Mehrfamilienhäusern. Die Allgemeine Baugenossenschaft Barmen (ABGB) erbaute ferner 1912–1917 die verwinkelte Siedlung Nordpark mit 111 Wohneinheiten in Mehrfamilienhäusern und 23 Eigenheimen. 1899 erwarb die Stadt Barmen das Gelände des Sedansbergs für einen geplanten Krankenhausbau, der später an der Schönebeck als Städtische Krankenanstalten Barmen ausgeführt wurde. Dadurch war nach dem Ersten Weltkrieg ein innenstadtnahes Baugebiet frei, das angesichts des hohen Baubedarfs der Zeit zwischen 1919 und 1931 zu einem neuen Stadtteil mit Läden, Wohnbebauung und der katholischen Kirche St. Marien (1930/31) wuchs. Etwas weiter östlich wurde mit der Erlöserkirche für die lutherische Bevölkerung des Sedansbergs von der Wichlinghauser Gemeinde ein eigenes Gotteshaus errichtet. Das Baumaterial für die Siedlung wurde weitgehend in Form von Körnersteinen aus Schlackenbeton gewonnen, der aus Verbrennungsrückständen der städtischen Müllverbrennungsanlage entstand, die 1908 im Osten des Viertels errichtet worden war. (Später wurde auf dem Gelände der städtische Fuhrpark errichtet.)
Der Kern der Siedlung Sedansberg, zwischen Siedlungs-, Schwalben- und Amselstraße, entstand in den Jahren 1919 bis 1923. Die Straßenzüge richteten sich nach der Topografie des Geländes, das im Zentrum eine symmetrische Anlage mit der Boelckestraße als Mittelachse ermöglichte. Sie führt durch ein Eingangstor das leicht ansteigende Gelände hinan und auf einen siebengeschossigen Wohnturm auf der Kuppe des Sedansbergs zu, der als weithin sichtbare Landmarke das Gelände prägt und bewusst als dominierender point de vue gestaltet wurde. An mehreren parallelen Wegen zu dieser Achse reihen sich ein- bis zweigeschossige Ein- und Mehrfamilienhäuser, dreigeschossige Bauten grenzen das Gelände nach außen ab. Weitere Wohnanlagen aus den Jahren bis 1923 sind der Wohnhof Klingelholl und der Wichelhaushof. Die Architektur dieser Gebäude ist schlicht, zeigt aber dennoch Verzierungen und Bauelemente nach barocken Vorbildern im Sinne des hier als Bergischer Neobarock bezeichneten Heimatschutzstils. Bis 1931 war das Gebiet des Sedansberges fast vollständig bebaut, die Stadt kaufte hierfür auch weitere Grundstücke hinzu.

## Das Wohnquartier

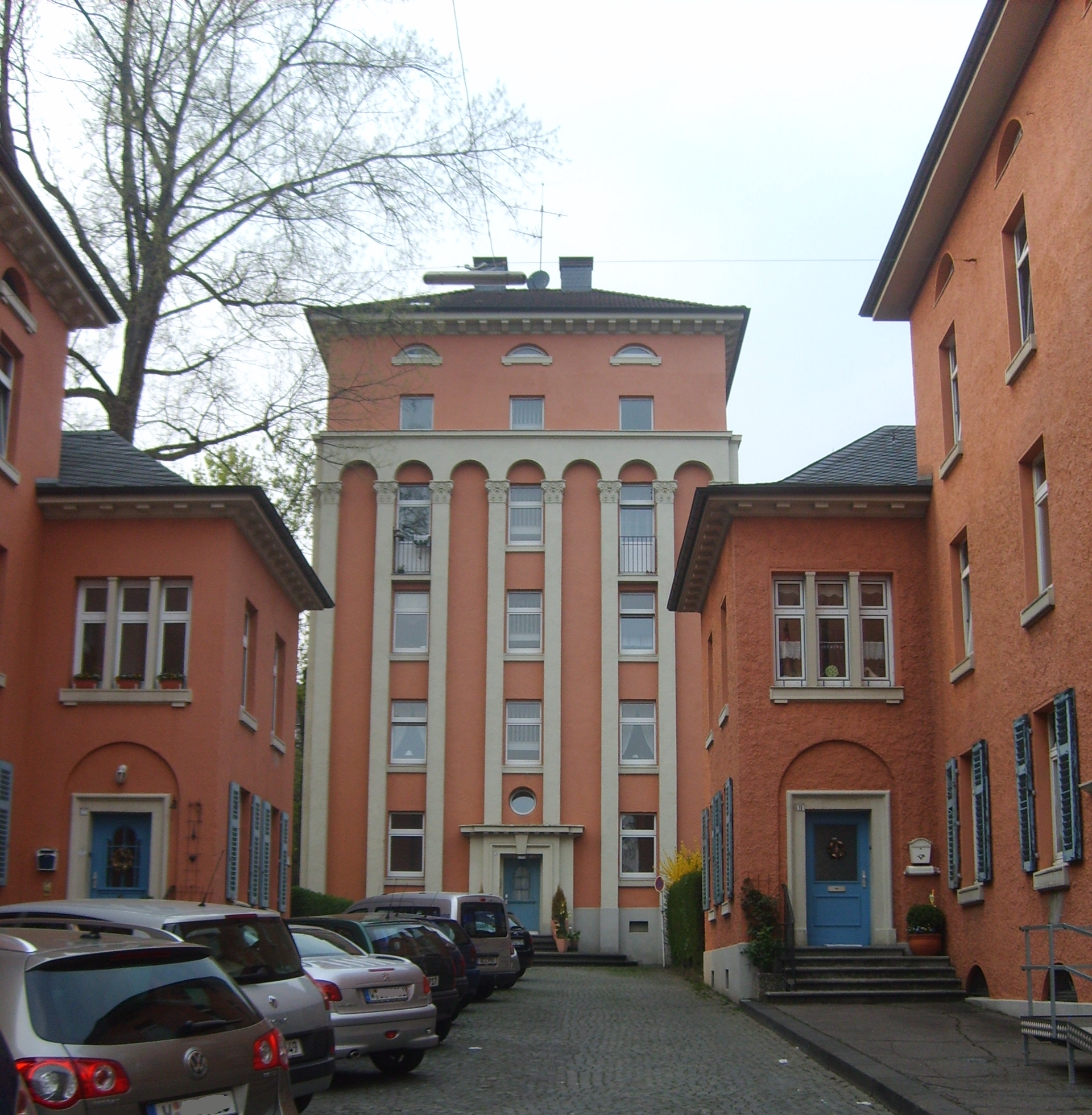
Wohnhof Münzstraße

Wie ganz Wuppertal ist der Sedansberg von einem Bevölkerungsrückgang betroffen. Die Zahl der Einwohner sank zwischen 1990 und 2007 von 12.679 auf 10.462, was einem Rückgang von knapp 17,5 Prozent entspricht.
Den Ostrand des Quartiers säumen einige Wohnanlagen aus der Zeit nach dem Zweiten Weltkrieg. Ansonsten hat sich das Stadtbild des Siedlungsbaus der ersten Hälfte des 20. Jahrhunderts recht geschlossen erhalten; weite Flächen der Bebauung sowie die beiden Kirchen stehen unter Denkmalschutz.
Ab 1895 schützte und pflegte der Nordstädter Bürgerverein das Gelände des nördlich an den Sedansberg anschließenden Nordparks und bewahrte der Bevölkerung damit ein stadtnahes, ausgedehntes Naherholungsgebiet. Im Quartier befinden sich außerdem drei Friedhöfe, der Alte jüdische Friedhof an der Hugostraße, der ursprünglich reformierte Friedhof beiderseits der Hugostraße aus derselben Zeit sowie der Friedhof der katholischen Antonius-Gemeinde in der Schützenstraße im Westen des Quartiers.
Für die Bildende Kunst in Wuppertal ist die Galerie Palette – Röderhaus von Bedeutung, die in der zweiten Hälfte des 20. Jahrhunderts bedeutende Künstler nach Wuppertal holte. Darüber hinaus war die Palette auch ein politischer Treffpunkt. Johannes Rau (ein echter „Sedansberger“) sowie Hans-Dietrich Genscher (Wahlkreis Wuppertal Barmen) nutzten in ihren Amtszeiten die Galerie Palette auch für politische Gespräche.
Zu den Wohnplätzen und Ortslagen im Wohnquartier zählen Klingelholl, Leimbach, Mallack und Westkotten. Abgegangen ist der Hof Dahlkamp.